# Diego de Acebo
Der Heilige Diego de Acebo, auch: Didactus von Azevedo, Diego von Osma, († 30. Dezember 1207 in Osma) war Zisterziensermönch und von 1201 bis 1207 Bischof von Osma in Kastilien (im heutigen Spanien).
Diego bemühte sich nach seinem Amtsantritt als Prior und Bischof um die Verbesserung der Seelsorge. Zusammen mit seinem Subprior Domingo de Guzmán (dem späteren Heiligen Dominikus) reiste er 1203 auf Veranlassung König Alfons’ VIII. von Kastilien nach Dänemark (ad marchias daciae), um für den Sohn des Königs, Kronprinz Ferdinand, um eine Frau zu werben. Eine in dieser Mission zweite Reise verlief ergebnislos, da die Braut inzwischen verstorben war.
Auf diesen Reisen wurden Diego und Dominikus mit verschiedenen um sich greifenden Häresien konfrontiert, insbesondere mit jener der südfranzösischen Katharer. Aufgrund des großen Erfolges dieser Häresie sahen die beiden Geistlichen Handlungsbedarf. Nach einem Zusammentreffen mit Papst Innozenz III. in Rom wurden die beiden deshalb 1206 vom Papst beauftragt, gemeinsam mit dem päpstlichen Legaten Pierre de Castelnau in Okzitanien (Südfrankreich) gegen die Katharer zu predigen. Die Besonderheit dieser Mission bestand darin, dass die katholischen Geistlichen nicht in reichem Ornat, sondern wie die Ketzer selbst in aller Schlicht- und Einfachheit auftreten sollten. So konnten sie dem Vorwurf der Prunksucht entgegenwirken und die eigene Glaubwürdigkeit gegenüber dem einfachen Volk steigern. Diego wirkte in dieser Weise mit Dominikus bis 1207, unterstützt durch den Zisterzienserorden und den Bischof von Toulouse, Folquet de Marseille. In Prouille gründeten sie einen Konvent für bekehrungswillige Katharerinnen (zunächst unter der Ordensregel der Zisterzienser). Prouille blieb später noch ein wichtiges Zentrum der Missionsversuche des Dominikus.
Diego musste jedoch aufgrund einer Weisung von Papst Innozenz III. nach Osma zurückkehren, wie bei Peter von Vaux-de-Cernay geschildert:
Anno Verbi incarnati M°CC°VI°, Oxomensis episcopus, Diegus nomine, vir magnus et magnifice extollendus, ad curiam Romanam accessit, summo desiderio desiderans episcopatum suum resignare, quo posset liberius ad paganos causa predicandi Christi evangelium se transferre; sed dominus papa Innocentius noluit acquiescere desiderio viri sancti, immo precepit ei ut ad sedem propriam remearet.
Im Jahre des fleischgewordenen Wortes 1206 gelangte der Bischof von Osma names Diego, ein großer und rühmenswerter Mann, an die römische Kurie und gab seinem höchsten Wunsch Ausdruck, auf sein Bischofsamt zu verzichten, damit er umso freier sich der Sache widmen könne, das Evangelium Christi den Heiden zu predigen; doch der Herr Papst Innozenz wollte den Wunsch des heiligen Mannes nicht erfüllen, sondern wies ihn an, an seinem Bischofssitz zu verbleiben.
Diego kehrte somit in das ihm unterstellte Bistum Osma zurück und verstarb 1207 kurz darauf. Danach wurde er heiliggesprochen.
Die Predigtmission gegen die Katharer wurde von Dominikus fortgeführt. Aus ihr entstand der später nach ihm benannte Dominikanerorden.